# Gears of War 4
Gears of War 4 ist ein Third-Person-Shooter entwickelt von The Coalition und veröffentlicht von Microsoft Studios für Microsoft Windows und Xbox One. Es ist der vierte Hauptteil der Gears-of-War-Serie und der erste Teil, der nicht von Epic Games selbst entwickelt wurde. Das Computerspiel basiert auf der von Epic Games entwickelten Unreal Engine 4.

## Spielprinzip
Viele Elemente der vorherigen Titel der Serie wurden in Gears of War 4 zusätzlich zu neuen Elementen wie „Dropshot“-Waffen, die Bohrmaschinen abfeuern, und der „Buzzkill“-Waffe, welche abprallende Sägeblätter verschießt, übernommen. Spieler können zusätzlich auf kurzer Distanz Gegner mit der Schulter wegstoßen. Gegner können ebenfalls andere Spieler aus der Deckung ziehen und ihre eigenen Fähigkeiten einsetzen. Das Spiel präsentiert vier verschiedene Kategorien vom Wetter: von starken Brisen (Bäume, Blätter und Staub wirbeln auf) bis hin zu zerstörerischen Kategorie-3-Stürmen, welche die Benutzung von Waffen und Ausrüstung beeinflussen können.

## Handlung

### Umgebung
Gears of War 4 spielt 25 Jahre, nachdem eine Waffe als Gegenmaßnahme „Emulsion“ eingesetzt wurde, die die kompletten Emulsion-Vorkommen auf dem Planeten Sera zerstört haben. Unglücklicherweise zerstörte dies auch sämtliche fossilen Kraftstoffen, was die Menschheit dazu aufforderte, neue Wege zum Überleben zu finden. Die Waffe verursachte sogenannte „Windflares“, die als kraftvolle Windstürme über den Planeten fegen. Auf Grund der Nachwirkungen der Lambent-Epidemie schätzt die neu geformte „Koalition der ordentlichen Regierungen“ (KOR), dass lediglich einige hunderttausend Menschen auf Sera überlebt haben. Um den Rückgang der Bevölkerungszahl zu verhindern, wurden durch Mauern geschützte Städte erbaut, die die Bevölkerung vor den Gefahren von außerhalb schützen sollen. Das KOR untersagte das Reisen nach außerhalb der Mauern. Einige Überlebende lehnen die Sichtweise des KOR ab und gründen eine eigene Gruppe namens „Outsiders“, welche außerhalb des Einflussbereiches des KOR lebt und auf dem Territorium des KOR Ressourcen durch Überfälle erbeutet.
Die Hauptfigur des Spiels ist der Sohn von Marcus Fenix und Anya Stroud, J.D. Fenix (Liam McIntyre), welcher, zusammen mit seinen Freunden Delmont „Del“ Walker (Eugene Byrd) und Kait Diaz (Laura Bailey), mit einer neuen Bedrohung für das menschliche Überleben zu kämpfen hat.

### Zusammenfassung
Der Führer des KOR, Erster Minister Jinn (Angel Desai), gedenkt an den 25. Jahrestag nach dem Sieg der Menschen über die Locust. Zwischenzeitlich erzählt der alte Hoffman während der Zeremonie von vergangenen Schlachten bei Aspho Fields, Emergence Day und Anvil Gate.
J.D. und Del haben vor kurzem das KOR verlassen, weil sie mit Jinns harten Richtlinien nicht einverstanden sind. Sie schließen sich einer Gruppe von „Outsidern“ an, die von Reyna (Justina Machado) angeführt werden. Um ihrem Dorf zu helfen, entscheiden sich J.D. und Del dazu, eine nahe, im Bau befindliche KOR-Siedlung auszurauben und einen speziellen 3D-Drucker zu stehlen. Sie werden von Kait, Reynas Tochter und ihrem Onkel Oscar (Jimmy Smits), einem ehemaligen Soldaten und Kriegsveteranen, begleitet. Obwohl sie gezwungen sind, gegen die neuen KOR-Roboter „DeeBee“ zu kämpfen, gelingt es J.D. und seiner Gruppe, den 3D-Drucker zu stehlen und zu entkommen. Sie werden im Dorf von Jinn (der über einen DeeBee kommuniziert) kontaktiert, der sie beschuldigt, seine Bürger zu entführen, zur Verwirrung von J.D. und den anderen, bevor er ankündigt, einen vernichtenden Schlag gegen das Dorf zu starten. J.D. und seinen Freunden gelingt es, den Angriff abzuwehren und die Reparatur des Energiegenerators des Dorfes wieder aufzunehmen. Während der Reparatur überfallen aber unbekannte Kreaturen das Dorf und nehmen jeden gefangen, auch Reyna und Oscar. Als letzte Aktion schließt Reyna J.D., Del und Kait innerhalb der Energiegeneratorstation ein, um sie zu schützen.
Nachdem sie die unbekannten Angreifer als den „Schwarm“ identifiziert haben, bittet J.D. widerwillig seinen Vater Marcus Fenix (John DiMaggio) um Hilfe. Marcus, der immer noch sauer auf J.D. ist, weil dieser dem totalitären KOR beigetreten ist und sich mit dem anschließenden Austritt selbst gefährdet hat, hilft J.D. ebenso widerwillig, wie dieser ihn um Hilfe gebeten hat. Marcus zeigt ihm, dass der Schwarm nicht menschlich ist. Marcus beschließt, die Gruppe nach Fort Reval zu führen, wo tausende Locust-Leichen begraben liegen. Nachdem sie einem weiteren Angriff von Jinns Truppen entkommen sind, erreichen sie Fort Reval, wo sie in einen Hinterhalt eines Kidnappers geraten, der Marcus entführt. J.D. und seine Freunde verfolgen den Kidnapper. Dabei finden sie Beweise, dass der Schwarm für die Entführung der KOR-Bürger verantwortlich ist. Der Schwarm nutzt die Körper der Entführten, um neue Schwarm-Mitglieder zu erschaffen. Sie stellen ebenfalls die Hypothese auf, dass die Locust durch die Emulsion-Waffe nicht sterben. Stattdessen haben deren Körper eine Entwicklung in den letzten 25 Jahren erfahren, woraus aus den Locust schlussendlich der Schwarm entstand. J.D. schafft es schließlich, seinen Vater Marcus zu finden und zu befreien. Marcus offenbart ihnen, dass der Schwarm mit einem kollektiven Bewusstsein arbeitet und dass er mit diesem Bewusstsein kurzzeitig verbunden war. Reyna ist immer noch am Leben und wird in einer anderen Locust-Grabstätte gefangen gehalten. Dort haben keine der anderen Dorfbewohner überlebt.
Entschlossen, ihre Mutter zu retten, fordert Kait Marcus auf, sie zu ihnen zu führen. Er führt die Gruppe zu „Tollern Dam“, wo sie ein Grab entdecken, welches sich bereits in einen Schwarmstock entwickelt hat. Die Verteidigung des Schwarms ist zu stark, als das sie diese selbst durchbrechen können. Daher kämpfen sie sich zu einer Funkantenne durch, wo Marcus um Hilfe bei Augustus Cole (Lester Speight), Damon Baird (Fred Tatasciore) und Samantha Byrne (Claudia Black) bittet, wobei letztere beide ein Paar sind. Baird, ein Industriearbeiter und Erfinder der DeeBees, steuert zwei „Mech Suits“ bei, mit denen J.D. und Kait in das Schwarm-Quartier kommen. Dort finden sie Reyna, die bereits gewaltsam in das Schwarm-Netzwerk eingebunden wurde. Sie daraus zu entfernen würde ihren Tod bedeuten. Trotzdem bittet Reyna Kait darum, ihr Leben zu beenden, was Kait unter Tränen auch tut. Sie erbt daraufhin das Amulett, welches früher Kaits Großmutter gehört hat. Bei näherer Betrachtung hat das Amulett eine gewisse Ähnlichkeit mit dem Symbol der Locust-Königin Myrrah – was bedeutet, dass Reyna ihre Tochter war und Kait ihre Enkelin.
In der Endszene wird gezeigt, dass Oscar die Entführung überlebt hat und er sich vom Schwarm befreien konnte, indem er sich selbst aus den Fängen des Entführers befreit.

## Entwicklung
Gears of War 4 wurde ursprünglich von Epic Games entwickelt. Während der E3 2013 teilte Microsoft Studios Vizepräsident Phil Spencer mit, dass weitere Gears-of-War-Titel möglich seien. Am 27. Januar 2014 gab Microsoft bekannt, dass sie die Rechte an der Gears-of-War-Serie von Epic Games erworben haben. Zusätzlich gab Microsoft bekannt, dass ein weiterer Gears-of-War-Teil für die Xbox One entwickelt wird. Das zu Microsoft gehörende Entwicklerstudio Black Tusk Studios wurde im Nachhinein in „The Coalition“ umbenannt. Rod Fergusson, ehemaliger Produktionsleiter bei Epic Games für die Gears-of-War-Serie, trat dem Entwicklerstudio bei und nahm seitdem eine Schlüsselrolle bei der Entwicklung weiterer Teile der Serie ein. Ray Davis von Epic Games meinte dazu, „nachdem er mit Rod Fergusson durch die Hölle bei der Entwicklung von vorherigen Gears of War Spielen ging, dass er sich sicher sei, er erledige einen großartigen Job für die Serie bei Microsoft“. Am 1. April 2015 gab Entwickler Allie Henze von The Coalition bekannt, dass Gears of War 4 nicht für die Xbox 360 erscheinen wird.
Gears of War 4 wurde das erste Mal bei der Microsoft-Pressekonferenz auf der E3 2015 präsentiert. Studioleiter Rod Fergusson gab an, dass das Gameplay auf der Pressekonferenz den gesamten Stil des Spiels widerspiegeln solle. Gears of War 4 soll zu den Wurzeln der Serie als „Monster Spiel“ zurückkehren und das Umgebungsdesign soll starke Eingebungen von Oberitalien besitzen. Gears of War 4 soll auf Sera spielen, ungefähr 25 Jahre nach den Geschehnissen aus Gears of War 3, mit Marcus Fenix’ Sohn J.D. Fenix als Hauptcharakter. Auf Grund der Situation, dass die Menschen auf Sera ihre Gesellschaft nach dem Krieg mit den Locust wiederaufbauen wollen, wurden die Waffen des Spiels von Baumaschinen inspiriert. Das Spiel enthält eine neue Gegnerfraktion, genannt „der Schwarm“; die Drohnen des Schwarms verhalten sich ähnlich wie die der Locust aus den vorherigen Spielen, „Juvies“ sind sich schnell bewegende Einheiten, deren Schreie Behälter ausstoßen können, worin sich weitere Einheiten befinden, während Kämpfer den Spieler auf dem Boden festhalten können und Feuerstacheln aus ihrem Schwanz feuern.
Die Multiplayer-Komponente des Spiels wurde von Splash Damage mitentwickelt, welche bereits den Multiplayer für Gears of War: Ultimate Edition mitentwickelt haben. Die erste Multiplayer-Beta wurde am 25. April 2016 veröffentlicht; ein Early Access wurde am 18. April 2016 für Käufer der Ultimate Edition angeboten. Die Kampagne unterstützt den Einzelspieler und den Mehrspielermodus mit zwei Spielern. Gears of War 4 war das erste Spiel, in dem SGX, entwickelt von Speech Graphics, genutzt wurde, um automatisch den Spieldialog zu animieren. Als Fergusson über die Zukunft des Spiels und der ganzen Serie sprach, sagte er, „es sei einer der guten Dinge bei Microsoft, […] dass wir wahrscheinlich ein weiteres Spiel entwickeln werden“.
Gears of War 4 läuft mit 30 frames per second im Einzelspielermodus und mit 60 fps im Multiplayer-Modus, beide Modi mit 1080p Auflösung. Ähnlich wie bei Halo 5: Guardians wird das Spiel eine dynamische Skalierung einsetzen, um die Bildrate konstant zu halten, indem die Auflösung in aufwendigen Szenen verringert wird und anschließend automatisch wieder auf 1080p skaliert wird. Ferguson gab an, dass die Xbox One S eine verbesserte CPU und GPU besitzt, welche eine konsistente Auflösung für Gears of War 4 ermöglichen. Während der Pressekonferenz auf der E3 2016 kündigte Microsoft an, das Spiel exklusiv für Windows 10 im Windows Store zu veröffentlichen. Spieler der Xbox-Version und Spieler der Windows-Version können zusammen im Multiplayer spielen. Im August 2016 bestätigte Game of Thrones Komponist Ramin Djawadi, dass er maßgeblich am Soundtrack zu Gears of War 4 beteiligt war. In einem Interview sprach Djawadi über den Sound. Er wolle, dass er sich zu Game of Thrones stark unterscheidet. Immer, wenn er ein neues Projekt beginnt, soll es sich von jedem anderen unterscheiden und einzigartig sein.
Am 19. September 2016 gab The Coalition bekannt, dass das Spiel fertig entwickelt sei und die Produktion gestartet werde.

## Rezeption
Gears of War 4 erhielt „überwiegend positive“ Bewertungen, entsprechend der Website Metacritic, welche Bewertungen sammelt und daraus einen Mittelwert berechnet. Dort erreichte das Spiel in der Windows-Version einen Wert von 85 Punkten, basierend auf 20 Kritiken. Für die Xbox Version ermittelt Metacritic einen Wert von 84 Punkten, basierend auf 96 Kritiken. Es war, nach FIFA 17, das am zweitbesten verkaufte, im Einzelhandel verfügbare, Spiel im Vereinigten Königreich in der ersten Woche nach der Veröffentlichung.
Ryan McCaffrey bewertete das Spiel bei IGN mit 9,2 von 10 möglichen Punkten. Er hebt besonders die neuen Elemente in Form von DeeBees und der neuen gegnerischen Fraktion „der Schwarm“ hervor. Der Kampagnenmodus ist laut McCaffrey abwechselnd gestaltet. Dort erledigt man fast nie zwei Aufgaben im gleichen Gebiet. Aus grafischer Sicht lobt er die verschiedenen Wetterszenarien, die den größten Teil zur grafischen Darstellung beitragen. Der Multiplayer besteche, wie in den anderen Teilen, durch den Horde-Modus, in dem verschiedene Tower-Defense Elemente weitergeführt werden, so McCaffrey weiter.
Bei GameSpot wurde das Spiel mit 7 von 10 möglichen Punkten bewertet. Mike Mahardy bewertet das Spiel als würdigen vierten Hauptteil der Serie. Negativ fielen ihm die sich von Zeit zu Zeit wiederholenden Elemente in dem Kampagnenmodus auf, wie etwa das Säubern eines Gebietes von feindlichen Einheiten, bis es zur nächsten Mission geht. Gerade bei der Auswahl der Szenarien, wie zum Beispiel das Besiegen von Mini-Bossen, die entstehen können, wird dieser Punkt des Storymodus als besonders negativ empfunden. Positiv sticht auch hier der Horde-Modus hervor, der auch schon bei IGN gelobt wurde. Durch die verschiedenen Rollen, die ausgewählt werden können, um das 5-Spieler-Team am besten zu ergänzen, ist dieser Modus in Gears of War 4 laut Mahardy der beste der kompletten Gears-of-War-Serie. Negativ sind bei beiden Modi, Single- und Multiplayer, die verschiedenen kleinen Bugs aufgefallen. So luden einige Objekte nicht korrekt, was darin resultiere, einen Speicherpunkt zu laden und von dort neu zu starten.
Gears of War 4 wurde im Jahr 2016 bei „The Game Awards 2016“ in den Kategorien „Best Action Game“ und „Best Multiplayer“ nominiert.